# Idioma Itoto Majun
El Itoto Majun (también conocido como Cumanagoto, Pariagoto, Characuales, Chaima, Mariche, Guaiquerí o Píritu) es un idioma caribe, emparentado con el idioma Pemón y el idioma Kariña y en menor grado con el también aún hablado yukpa. Era hablado por los Cumanagoto y otras etnias, que habitaban toda la zona andina y costera de Venezuela. Era uno de los tres idiomas indígenas más hablados en la provincia de Cumaná y Barcelona a finales del siglo XVIII. Los dialectos extintos, incluyen Palenque (presumiblemente Palank), Piritu (Piritugoto) y Avaricoto (Guildea 1998). Actualmente hay algunos intentos de revitalizar el idioma.

## Historia
Conocida anteriormente como chotomaimu, choto maimur o caribe septentrional, era hablado posiblemente por pueblos que habitaban entre la península de Paria y el lago de Valencia, en la zona norte de Venezuela. Chotomaimu que, según algunas fuentes, significaría «lengua o palabra de la gente». Choto significa «persona» y se usaba como gentilicio a todas las tribus hablantes del idioma, aunque los indígenas mantenían su identificación étnica específica, y maimu significa «idioma o lengua».
Es posible que fuera una macrolengua con cuatro variedades dialectales identificada con los pueblos del oriente venezolano, los Chaima, Cumanagoto, Guaiquerí y un dialecto hablado por tribus del occidente de Venezuela. A finales del siglo de xvii, el fraile español Francisco de Tauste afirmó que el lenguaje se hablaba principalmente en la provincia de Nueva Andalucía y Paría con más de cien variantes con algunas diferencias y que se entendía hasta la Provincia de Caracas y la ciudad de Valencia. El fraile Matías Ruiz Blanco también mencionó la similitud del idioma entre las diferentes tribus del oriente de la región.
Varios misioneros franciscanos en misiones de Píritu y Caripe elaboraron una recopilación de materiales sobre las variantes orientales, así como escritos litúrgicos con el fin de adoctrinar a los indígenas. El fraile Manuel de Yangües ente 1662 y 1663 escribiría una gramática y vocabulario titulada «Principios y reglas de la lengua Cumanagota» publicada póstumamente por el fraile Matías Ruiz Blanco. Entre 1680 y 1690 Ruiz Blanco publicaría la obra de Yangües añadiéndole un diccionario y algunas correcciones bajo el título de «Arte y Tesoro de la Lengua Cumanagota», además publicaría obras de carácter religioso con el objetivo de convertir a los indígenas.
El fraile español Francisco de Tauste público en 1680 su obra «Arte, y bocabulario de la lengua de los indios chaymas, cumanogotos, cores, parias y otros diversos de la provincia de Cumaná, o Nueva Andalucía», que contenía una gramática, un diccionario y textos religiosos. En el siglo XVIII el fraile Diego de Tapia publicaría una gramática y textos religiosos, y el fraile Antonio Caulín trató de convertir a los indígenas publicando algunas obras en la lengua.
El Chotomaimu fue uno de los idiomas más estudiados durante la época de la colonia, pero entre finales del siglo XIX e inicios del xx dejó de hablarse debido en gran parte al desplazamiento forzoso de los indígenas y al cambio de la sociedad.
Algunas palabras del idioma se conservaron en patronímicos, topónimos, nombres de plantas y animales, y desde 1980 se han hecho intentos para revivir el idioma a través de los textos conservados por los franciscanos desde la época colonial, publicándose vocabulario, diccionarios y textos culturales. Se han intentado ejecutar programas de educación dentro de centros educativos para enseñar el idioma, pero han encontrado resistencia y no han tenido demasiado éxito.

## Distribución y dialectos
Hay indicios que indican que el idioma era hablado en la región norte del centro-oriente del país, conformada por los estados Anzoátegui, Aragua, Carabobo, Miranda, Monagas y Sucre. Esta región estaba habitada por una gran variedad de pueblos como los caracas, chacopatas, chaimas, cuacas, cumanagotos, Characuales, guaiqueríes, mariches, palenques, pariagotos, píritus, teques, etc.
A pesar de la diversidad de tribus, es probable que existiera una misma lengua con diferencias dialectales, la lengua, según algunos autores, sería llamada Itoto Majun o lengua caribana. Existe diversidad de dialectos en el Itoto Majun de los que se tiene un registro; sin embargo, los más relevantes son:
- Cumana: Dialecto de la zona norte y centro.
- Mariche-Caraca: Dialecto hablado cerca de Caracas, similar al Idioma tamanaco.
- Chaima: Dialecto específicamente encontrado en los estados Monagas y Sucre.

Existen otros dialectos conocidos como, por ejemplo, el Waikerí, Píritu y el Pariagoto, algunos más diferentes que otros pero siempre se debe tener en cuenta que se trata del mismo idioma.
Estos dialectos en ocasiones se diferencian a nivel fonético, gramatical y lexical.

## Características

### Fonología
La fonología no estaba desarrollada cuando se publicaron las obras de religiosos del siglo XVII que estudiaron el idioma, por lo que mucho del cocimiento que se posee sobre la pronunciación se debe a la comparación con otras lenguas caribes.
Algunos aspectos del idioma son la palatalización de la ch y ñ, y la reducción silábica en la cual se produce una elisión de una vocal alta cuando se encuentra al final del tema y se agrega un sufijo que comienza con una vocal. Los textos de los misioneros no describieron como identificar la sílaba tónica, algunas lenguas caribes de pueblos cercanos a los hablantes del chotomaimu acentúan la última o antepenúltima sílaba.

#### Vocales
El Itoto Majun tiene los siguientes fonemas vocálicos:
a: /a/
e: /e/ o /ε/
i: /i/
y: /i/
o: /o/ u /ø/
oo: /ø/ o /ə/ o /ö/
u: /u/

#### Consonantes
El Itoto Majun tiene los siguientes fonemas consonánticos:
/w/, /p/, /t/, /k/, /j/, /s/, /m/, /n/, /r/.

### Morfología
La mayoría de los adjetivos derivan de los sustantivos o verbos, por lo que no se diferencia. El idioma carece, al igual que otras lenguas caribes, del artículo determinado por lo que el sustantivo aparece solo en la frase nominal. Además, no hay una diferencia de género marcada en sustantivos y adjetivos, el género se marca a nivel de léxico en nombres de parentesco o para el sexo de animales.
Los pronombres personales tienen solo una forma que se pueden usar como sujeto u objeto directo, pero también se emplean para indicar al poseedor y el término de la posposición. En la lengua no existen preposiciones, solo posposiciones que se ubican después del sustantivo.
Existen dos tipos de adverbios, unos llamados primitivos que no derivan de otras palabras y adverbios que se derivan de otras palabras, los cuales se forman tomando su raíz y combinándola con prefijos y sufijos generando una nueva palabra. Según los textos de los misioneros la lengua carece de conjunciones, estas son sustituidas en su mayoría por posposiciones y sufijos verbales.
El estudio de los verbos ha sido complejo debido a que los textos de los franciscanos existen diferencias que dificultan una sistematización de los mismos, aunque autores han realizado propuestas de normalización para su uso.

#### Verbos
La formación verbal sigue las reglas generales de los idiomas caribes. La raíz del verbo ser que es '(w)ase'. Los pronombres personales se colocan como prefijos. 'Wase' significa soy. Eres se dice mase. ¿ety pooke apanapanjase mase? es ¿por qué estás triste?.

### Sintaxis
La sintaxis de la oración puede tener varias formas, en las oraciones transitivas usan la forma Sujeto verbo objeto o sujeto objeto verbo. En las oraciones intransitivas se utiliza la forma sujeto verbo.

### Léxico
En la tabla aparecen algunas palabras del casi extinto Chaima y el extinto Tamanaco, que fueron registradas por Alexander von Humboldt en su viaje a Venezuela, junto con sus equivalente en castellano.
| PROTO-CARIBE | Itoto Majun Moderno | Cumana   | Chaima   | Tamanaco | Castellano       |
| *u-          | Ure                 | ure      | ure      | ure      | yo               |
| *tuna        | Tuna                | tuna     | tuna     | tuna     | agua             |
| *konopo      | Konopo              | konopo   | konopo   | canepo   | lluvia           |
| *putu        | Poty                | putur    | potur    | puturo   | conocimiento     |
| *wepeto      | (W)apoto            | apoto    | apoto    | u-apto   | fuego            |
| *nunə        | Nuno                | nuno     | nonin    | nuna     | luna, mes, lunes |
|              | Wane                | huane    | wane     | wane     | miel             |
|              | Pata                | pata     | pata     | aute     | casa             |
| *ənu-ru      | Enu                 | enur     | enu      | anu      | ojo              |
| *təwinə      | Tewin               | tevin    | tevin    | tevin    | uno              |
| *acəkə(ne)   | Aisake              | azake    | achak    | achake   | dos              |
| *əcerawə     | Aisoroaw            | zoçoroar | achoroao | achilove | tres             |
| *wɨtoto      | Itoto               | choto    | choto    | ipáliche | hombre           |
| *weju        | Weju                | veyu     | weyur    | veyu     | sol              |
| *paturu      | Paruru              |          |          | paruru   | banana           |
| *pu-tupə     | Pùpy                | pucutpue | putpo    | prutpe   | cabeza           |
| *pej-        | Peje                |          |          | peye     | tortuga tekei    |

Presumiblemente se puede entender que la mayoría de las diferencias no se deben a que los dialectos tengan realmente una diferencia fonética, sino más bien todo se limitó al oído de los tratadistas del idioma, los cuales se presumía, escribían la palabra como la oían, así como también en algunos casos puede que los nativos decían palabras con un conjunto de afijos y los tratadistas simplemente lo escribían así.
A pesar de estas diferencias, gramaticales sobre todo, se está tratando mediante los procesos de revitalización de unificar lo posible el idioma, sin necesidad de eliminar o reemplazar palabras ya existentes.
| Español | Itoto Majun moderno |
| ------- | ------------------- |
| Uno     | tewin               |
| Luna    | nuno                |
| Agua    | tuna                |
| Cielo   | kapy                |
| Sol     | tity                |
| Persona | itoto               |
| Lluvia  | konopo              |
| Avión   | awijonu             |

## Escritura
Los indígenas que hablaban el idioma no llegaron a desarrollar un sistema de escritura, pero tras la llegada de los europeos, desde el siglo XVII la gramática y vocabulario del mismo fueron estudiadas por misioneros franciscanos usando el alfabeto latino para representarlo. En la época de los misioneros la escritura del español no se encontraba normalizada, por lo que entre los textos que se publicaron se encuentran diferencias entre la escritura, algunos autores que han tratado de revivir el idioma han propuesto una normalización de la escritura del idioma.

## Influencia en el español venezolano
Algunas palabras del idioma se ha mantenido en el español venezolano, principalmente fitónimos, topónimos y zoónimos. Los patronímicos se impusieron desde las misiones para asegurar la identificación familiar o de pertenencia a alguna comunidad o grupo étnico. También ha influido en algunas características suprasegmentales, como la entonación o la dificultad de distinguir entre las consonantes líquidas /l/ y /r/. Humboldt atribuye a este lenguaje las palabras «totuma» y «chinchorro» (sinónimo para hamaca), otras palabras de origen chotomaimu son:
- Topónimos: Caracas, Coche, Cubagua, Manicuare, Chacachacare, Guanare, Macanao, Orchila, Pampatar, Tacarigua, etc.[17]

- Fitónimos: Auyama, Camoruco, Guaraguao, Mamey, Yaque, etc.[17]

- Zoónimos: Guacharacas, Guacuco, etc.[17]

## Literatura
Desde el siglo XVII varios misioneros franciscanos publicaron obras religiosas para tratar de convertir a los indígenas, el fraile Manuel de Yangües fue el primero en traducir la doctrina cristiana a la lengua. En 1690 el fraile Matías Ruiz Blanco publicaría su obra «Conversión de Píritu» en la cual se encuentra textos religiosos traducidos al idioma.
En el siglo XVIII el fraile Diego de Tapia publicaría su obra «Resso cotidiano en el idioma cumanagoto» y el fraile Antonio Caulín publicaría su obra «Doctrina Christiana, traducida del castellano al cumanagoto para el uso de las misiones, y doctrina de la concepción de Píritu que están a cargo de los Missioneros de la Regular Observancia de N.S.P.S. Francisco».
Desde 2005 el autor Leonardo Alvarado Charuán escribió diversos libros de carácter cultural, entre sus obras destacan «Taramacaz ran-nepar. Libro abierto con amor» y «Taramacaz neri cumana- goto-caigna.  Manual lingüístico cumanagoto caribe».